# 希芙 (漫威漫畫)
希芙（英語：Sif），是漫威漫畫中的虛構女超級英雄角色，原形為北歐神話中的希芙，由作家史丹·李和藝術家傑克·科比所創作。希芙首次於《神秘之旅》第102期中登場。

## 人物
希芙是雷神索爾的妻子和海姆達爾的妹妹。阿斯嘉的戰士之一，手持着一把曾被奧丁施予魔法的長劍。天生為金色頭髮的希芙因為洛基的惡作劇而令頭髮變成黑色。當奧丁抹去索爾對珍·佛斯特的記憶後，索爾開始與希芙產生感情，後來結婚。

## 其他媒體

### 電影
- 《綠巨人大戰（英语：Hulk Vs）》：由格蕾·德萊爾配音[1]。
- 《雷神索爾前傳（英语：Thor: Tales of Asgard）》：由塔拉·史壯配音。
- 漫威電影宇宙：由傑米·亞歷山大飾演希芙。
  - （2011年）
  - 《雷神索爾2：黑暗世界》（2013年）
  - 《雷神索爾：愛與雷霆》（2022年）：客串

### 電視
- 《Q版大英雄》：由翠西亞·海爾弗配音[2]。
- 《復仇者聯盟：史上最強英雄戰隊》：由妮卡·福特曼（英语：Nika Futterman）配音。
- 漫威電影宇宙：由傑米·亞歷山大回歸飾演希芙。
  - 《神盾局特工》[3]（2014-2015年）：客串，於第一季《聽命（英语：Yes Men (Agents of S.H.I.E.L.D.)）》[4]和第二季《真實的自我（英语：Who You Really Are）》[5]中登場。
  - 《洛基》（2021年）：客串
  - 《無限可能：假如…？》第一季（2021年）[6]：動畫劇集，配音演出。

### 遊戲
- 《Marvel：終極聯盟（英语：Marvel: Ultimate Alliance）》，由阿德里安娜·巴碧悠（英语：Adrienne Barbeau）配音。
- 《雷神索爾（英语：Thor: God of Thunder）》，由傑米·亞歷山大配音[7]。
- 《Marvel：復仇者聯盟（英语：Marvel: Avengers Alliance）》
- 《漫威英雄 Online》，由艾米·彭伯頓（英语：Amy Pemberton (actress)）配音[8]。玩家創角時可選擇希芙為遊戲角色，或另付費購買。
- 《乐高漫威超级英雄》，由塔拉·史壯配音。
- 《MARVEL未來之戰》：手機遊戲，希芙是玩家可使用角色之一。
- 《漫威超級戰爭》
- 《樂高：復仇者聯盟（英语：Lego Marvel's Avengers）》，由瑪麗·伊莉莎白·麥格林（英语：Mary Elizabeth McGlynn）配音。
- 《漫威復仇者學院（英语：Marvel Avengers Academy）》

## 外部連結
- Sif （页面存档备份，存于） 漫畫書數據庫
- Sif （页面存档备份，存于） 超級英雄數據庫
- Marvel Comics Database: Sif （页面存档备份，存于）